# Rilindja demokratike
Rilindja demokratike («Демократичне відродження» або RD) — албанська газета, заснована і постійно публікується в Тирані. Є офіційною газетою Демократичної партії Албанії. Головний редактор — Бледі Касмі. Перша офіційна перша публікація — 5 січня 1991. Була першою безкоштовною газетою з моменту падіння комунізму в Албанії, опозиція державній газеті Zëri i Popullit, що була газетою Албанської партії праці (в даний час Соціалістичної партії). RD зберігає той самий формат, що й в у перший же день публікації. Одна з найбільш шанованих газет албанських ЗМІ (це пов'язано з тим, що його перший номер був фактично першим вільним висвітленням в ЗМІ за 46 років). RD була також першим ЗМІ в Албанії, яке відкрито критикувало режим Енвера Ходжі.
RD досі тримає рекорд найбільш поширеної газети в Албанії, з тиражем 125,000 копій в 1991 році.